# Вознюк Іван Іванович
Іван Іванович Вознюк (нар. 10 серпня 1945, с. Нові Новаки, Лугинський район, Житомирська область[джерело?]) — український журналіст. Головний редактор громадсько-політичної газети «Малинські новини». Заслужений журналіст України (2011). 

## Життєпис
Закінчив Путиловицьку семирічну, а потім Кремненську середню школу Лугинського району, 1963 року. До армії працював інструктором Олевського райкому комсомолу, різноробом на будівництві Північно-збагачувального гірничого комбінату у Кривому Розі, робітником Радомишльської шляхової дільниці на Житомирщині.
З вересня 1964 по жовтень 1967 року служив у складі групи радянських військ у Німеччині регулювальником, командиром відділення, звільненим[уточнити] секретарем комітету комсомолу батальйону.
Після армії — навчання на філологічному факультеті Київського державного університету імені Т. Г. Шевченка, робота у редакції газети «Промінь» Лугинського району Житомирської області, потім — навчання у Вищій партійній школі при ЦК Компартії України, по закінченні ВПШ — заступник, а потім редактор малинської районної газети «Прапор Жовтня» (сім років). Газета була неодноразовим переможцем республіканських і обласних конкурсів, а 1981 року Правління Спілки журналістів СРСР нагородило редакцію дипломом Спілки і першою премією у Всесоюзному конкурсі імені М. І. Ульянової на найкращу постановку масової роботи.
З 1 червня 1984 по 21 травня 1990 року— на партійній роботі, за власним бажанням повернувся у редакцію газети, де працював до переходу на партроботу. 25 років був редактором міськрайонної газети «Малинські новини». Редакція «Малинських новин» — єдина комунальна газета Житомирської області, яка з 1991 року працює без дотацій місцевого і держбюджету. Член Спілки журналістів України з 1969 року. Лауреат обласної премії імені Василя Земляка в галузі публіцистики. Медаль «Двадцать лет победы в Великой Отечественной войне 1941—1945 г.г.»
Золота медаль української журналістики. Медаль «За заслуги» III ступеня — рішення Президії спілки ветеранів Афганістану (воїнів-інтернаціоналістів) від 15 лютого 2006 року. За видатні досягнення у зміцненні та поглибленні дружби між народами Союзу Радянських Соціалістичних Республік і Німецької Демократичної Республіки 30 червня 1967 року нагороджений почесною грамотою Центрального правління Товариства німецько-радянської дружби. Автор роману-есе «Розтин», або «Вскрытие» («Острів Малов»), романів «Вихор», «Заказ», повістей «Жорстоке приземлення», «Відвага і честь» і «По собачому сліду», низки оповідань, книги мініатюр, публікацій з історії Малина.
Дружина — Вознюк Любов Юхимівна, пенсіонерка. Син — Святослав, політолог.
Заслужений журналіст України (2011).